# Jan Szelc
Jan Szelc (ur. 28 kwietnia 1935 w Krościenku Wyżnym, zm. 4 grudnia 2008 w Sanoku) – polski poeta, nauczyciel.

## Życiorys
Urodził się 28 kwietnia 1935 w Krościenku Wyżnym, gdzie wychowywał się. Ukończył Liceum Pedagogiczne w Krośnie. Zawodowo pracował jako nauczyciel w Bieszczadach, najpierw w Woli Matiaszowej, później przez okres 22 lat w Olszanicy. Następnie osiadł w Sanoku. Jako nauczyciel pracował także w Lesku. W 1979 został absolwentem studiów na kierunku pedagogicznym w Wyższej Szkole Pedagogicznej w Rzeszowie na podstawie pracy magisterskiej z 1978 pt. Odbudowa szkolnictwa w Bieszczadach w latach 1944–1950. W 1983 odszedł na przedwczesną emeryturę.
Jako poeta debiutował w 1967 na łamach tygodnika „Kamena”. W latach 70. był członkiem Korespondencyjnego Klubu Młodych Pisarzy „Gwoźnica”. W swojej twórczości inspirował się Bieszczadami. Zyskał przydomek bieszczadzkiego barda. Publikował w czasopismach na Podkarpaciu (m.in. na łamach almanachu Klubu Literackiego „Połoniny”). Poeta był laureatem nagród i wyróżnień za swoją twórczość poetycką. Został członkiem Stowarzyszenia Kulturalnego „Dębina” w Krościenku Wyżnym. W połowie 2002 wybrany członkiem zarządu Stowarzyszenia „Korporacja Literacka” w Sanoku.

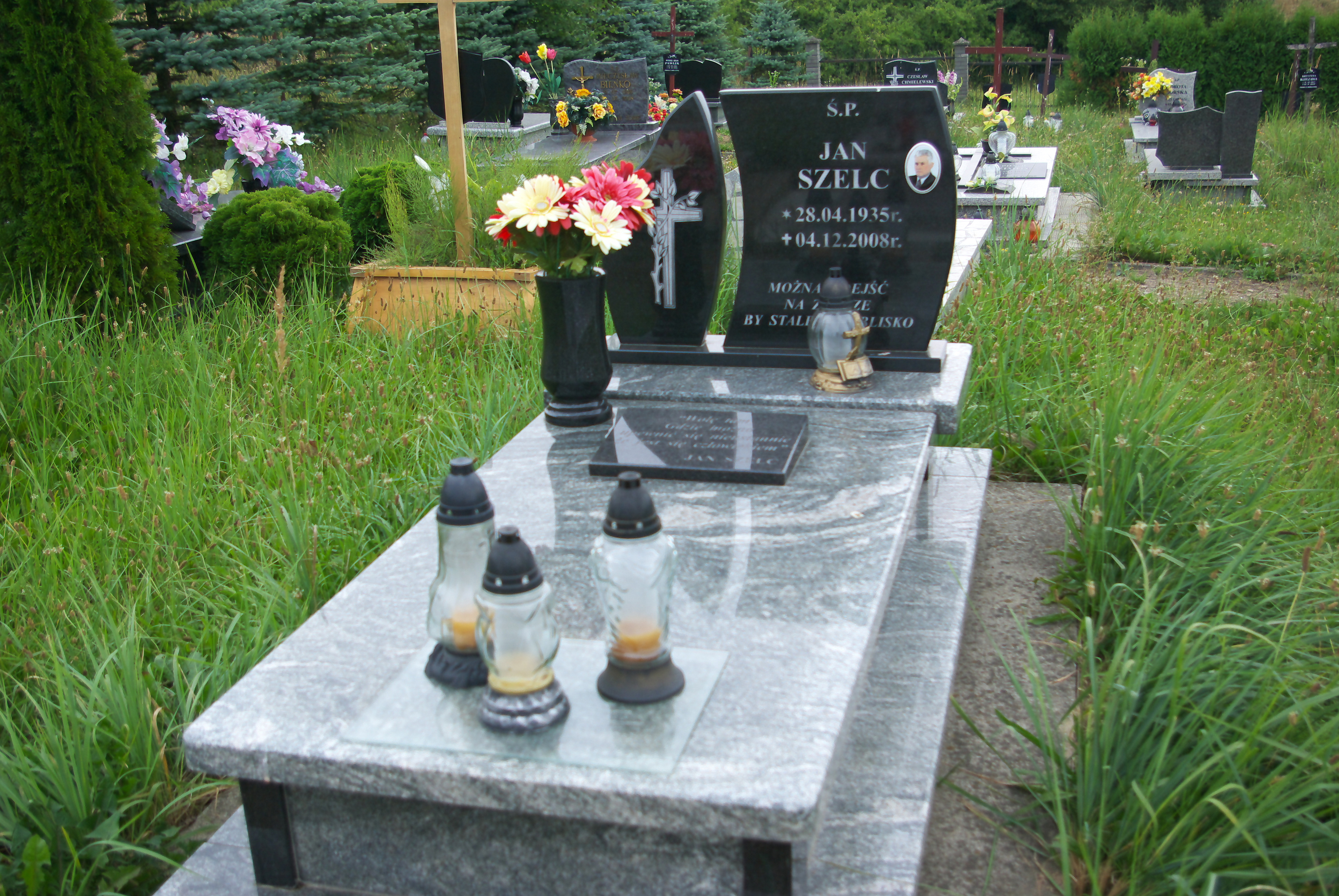
Nagrobek Jana Szelca

Zmarł 4 grudnia 2008. Jego pogrzeb odbył się 10 grudnia 2008. Został pochowany na Cmentarzu Południowym w Sanoku. Miał córkę Renatę.

## Publikacje
Tomiki poezji
- Stoję przed sobą (1982)
- Gwiazda Małej Rawki / Święte Buki (1993, Sanok)
- Sine Wiry. Wiersze bieszczadzkie (1995, Wojskowa Galeria Malarstwa, Rzeszów)
- Mycykowy Dział. Wiersze bieszczadzkie (1998, Sanok, ISBN 83-905046-9-3)
- Próg domu (2000, Sanok)
- Liputowa droga (2004, Stowarzyszenie Kulturalne „Dębina”, Krościenko Wyżne, ISBN 83-89123-85-1)
- Odmawiam góry (2004, Oficyna Wydawnicza Miejskiej Biblioteki Publicznej w Sanoku, Sanok, ISBN 83-919470-7-6)
- Łzą żywiczną zalakowane (2008, Oficyna Wydawnicza Miejskiej Biblioteki Publicznej im. Grzegorza z Sanoka w Sanoku, Sanok, ISBN 978-83-60822-42-5)

Inne
- Między pracą a przygodą (1992, wspomnienia)[11]

## Wyróżnienia
- Wpis do „Księgi zasłużonych dla miasta Krosna” (1977)[12].
- I nagroda w konkursie „Ziemia rodzinna Grzegorza z Sanoka w literaturze”, w dziedzinie poezji – godło „Kras” za zestaw wierszy pt. Księżyc nad Bieszczadami (1986)[13][14].
- Laureat IV edycji konkursu „Ziemia rodzinna Grzegorza z Sanoka w literaturze”, w dziedzinie poezji za zestaw wierszy opublikowanych w tomiku Mycykowy Dział (1997)[15]
- Nagroda Miasta Sanoka w dziedzinie literatury za rok 1999 (za osiągnięcia w dziedzinie literatury, za całokształt działalności kulturalnej)[16][17][18].
- Srebrna odznaka „Dębiny” (2001)[19].
- Decyzją oddziału PTTK w Lesku edycja XVII Rajdu Śladami Sławnych Piór została zadedykowana Janowi Szelcowi.
- Odznaka „Zasłużony Działacz TPD” (2009, pośmiertnie)[20]

## Upamiętnienie
19 stycznia 2009 zostało zorganizowane w Sanoku spotkanie zatytułowane „Jan Szelc i przyjaciele – wieczór wspomnień”. W upamiętnieniu poety dąb będący pomnikiem przyrody w rodzinnym Krościenku Wyżnym uchwałą rady gminy Krościenko Wyżne z 28 kwietnia 2009 został nazwany „Jan”. 25 stycznia 2011 zorganizowano w Galerii Zdzisława Pękalskiego w Hoczwi zorganizowano program poetycki w wykonaniu harcerzy, a przygotowany przez hm. Krystynę Chowaniec